# Valea lui Mihai
Valea lui Mihai (udtale:ˈvale̯a luj miˈhaj; ungarsk: Érmihályfalva}) er en by i distriktet Bihor i Crișana, Rumænien.

## Geografi
Den ligger ca. 66 km nordøst for Oradea, 9 km fra den Ungarns grænse.
Byen har 8.969 (2021) indbyggere.

## Historie
I 1312, under Karl 1., fik den nye handelsprivilegier og i 1459 fik den også skattefordele for sine borgere. Senere blev den en del af Det Osmanniske Rige, hvilket resulterede i dens affolkning, men indbyggerne vendte senere tilbage. Derefter var den en del af Habsburgermonarkiet frem til Det østrig-ungarske kompromis i 1867. Derefter blev den en del af Kongeriget Ungarn inden for Østrig-Ungarn.
Efter opløsningen af Østrig-Ungarn i 1918/1920 blev byen en del af Storrumænien. Som følge af Wien-diktatet blev den en del af Ungarn mellem 1940 og 1945. Siden da har det været en del af Rumænien. Den blev erklæret by ved tre forskellige lejligheder: i 1844, 1930 og 1989.

## Galleri
- Byens katolske kirke
- Gade i Valea lui Mihai
- Ungarsk frimærke fra 1871